# Lenkstockhebel

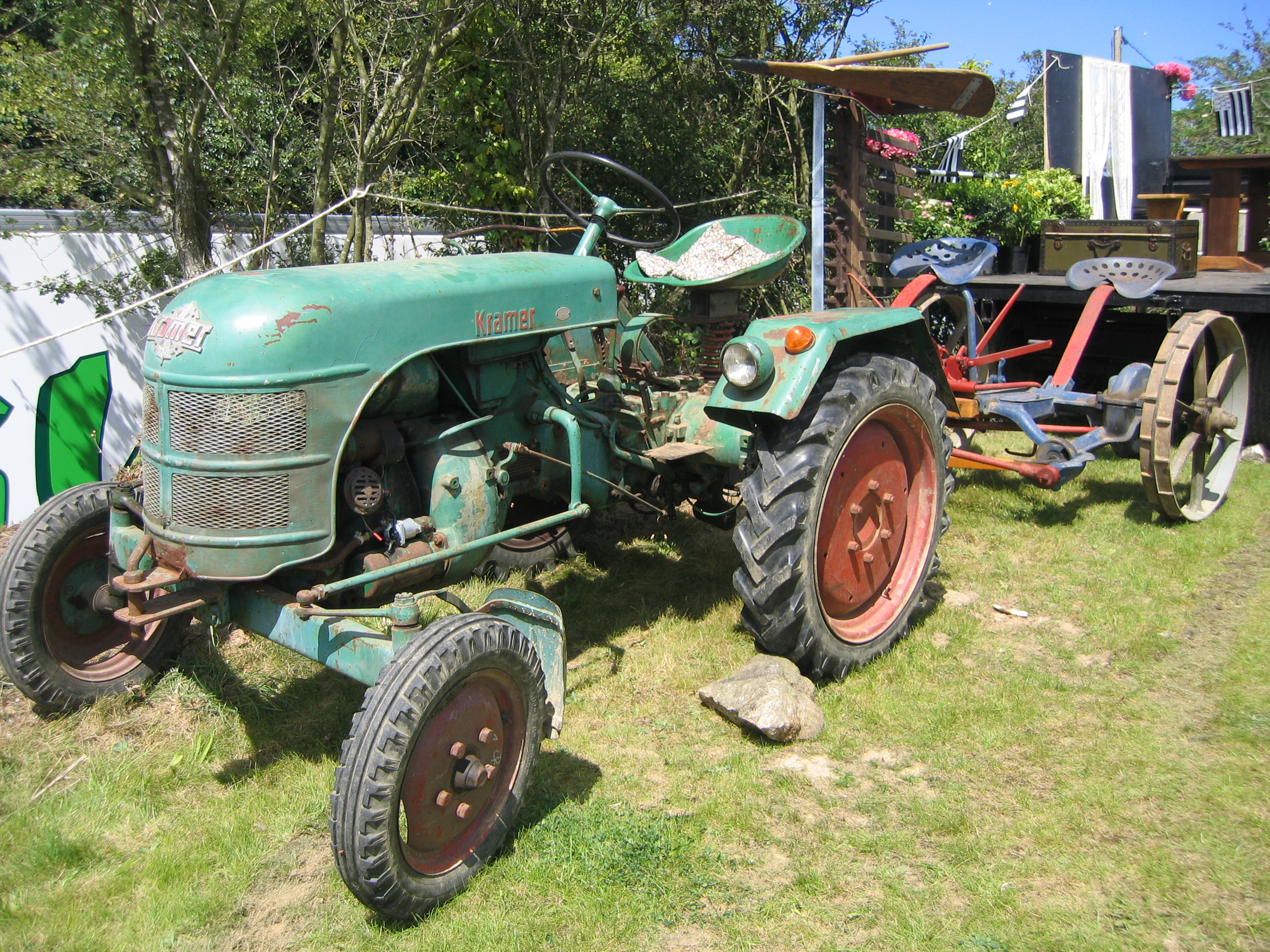
Trecker mit Lenkstockhebel, Lenkstange und Lenkhebel

Der Lenkstockhebel ist ein Bauteil der Lenkung in Fahrzeugen. Er überträgt die Lenkbewegung vom Lenkgetriebe auf einen Lenkhebel (über eine Lenkstange) oder die Spurstangen. Bei Starrachsen sind die beiden Spurhebel der Achsschenkel durch eine einzige Spurstange verbunden. Da das Lenkgetriebe nicht in der Fahrzeugmitte angeordnet ist, wird bei Einzelradaufhängungen oft ein spiegelsymmetrisch zur Längsachse angeordneter Lenkstockzwischenhebel verbaut, an dem die Spurstange des anderen Rades angelenkt ist.  Die beiden Lenkstockhebel sind durch die Lenkstange verbunden.
Die bei modernen Pkw verwendeten Zahnstangenlenkungen kommen ohne Lenkstockhebel aus.  Die Spurstangen sind direkt an der Zahnstange befestigt, entweder gemeinsam in der Mitte oder links und rechts außen.